# Théorème de comparaison de Toponogov
Le théorème de comparaison de Toponogov est un résultat de géométrie riemannienne. Il compare notamment le comportement des longueurs des triangles dans ce type de géométrie avec le modèle traditionnel de la géométrie euclidienne. De façon plus générale, il relie les longueurs des triangles formés par les géodésiques à la courbure sectionnelle d'une variété riemannienne. Il a été dénommé en l'honneur de Victor Andreevich Toponogov (en) qui en a établi la démonstration générale en 1959. Cet énoncé généralise plusieurs résultats préalables.

## Contexte et énoncé

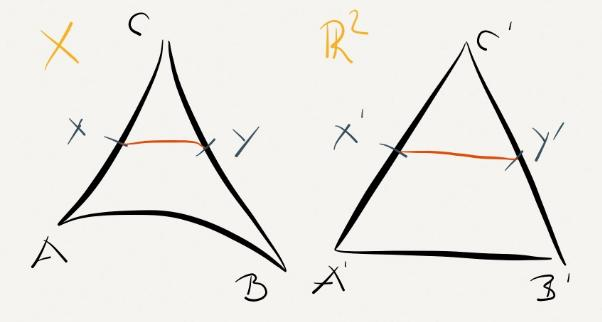
Illustration du théorème de comparaison de Toponogov : le triangle de gauche, en courbure négative, est plus "fin" que son homologue euclidien

En géométrie euclidienne, il existe des formules de résolution d'un triangle premettant notamment de calculer la longueur d'un côté à l'aide des longueurs des deux autres côtés et de l'angle qu'ils forment.
Sur une variété riemannienne, il convient de considérer des « triangles géodésiques », dont les côtés sont formés par des géodésiques. Pour ces triangles, la formule euclidienne n'est plus vérifiée de façon exacte. Elle fournit une estimation asymptotique au premier ordre valable pour des triangles infiniment petits. La courbure sectionnelle donne le terme correctif d'ordre 2. 
Le théorème de comparaison de Toponogov dépasse ces considérations locales pour s'intéresser aux triangles géodésiques de taille quelconque.
La comparaison utilisée fait référence aux triangles d'un « espace-modèle » Sm(k), simplement connexe, de dimension m et à courbure constante k. De telles propriétés le déterminent complètement à isométrie près : dans le cas k=0 il s'agit de l'espace euclidien, pour k>0, 'une sphère ou pour k<0 d'un espace hyperbolique.
Soit M une variété riemannienne de dimension m, dont la courbure sectionnelle K est minorée par une constante k. On compare un triangle géodésique abc de M et un triangle géodésique a′b′c′ de l'espace modèle associé Sm(k). On suppose qu'on a les
égalités de longueur c′a′=ca et c′b′=cb et l'égalité entre les angles en c′ et en c. Alors
{\displaystyle d_{M}(a,b)\leq d_{S^{m}(k)}(a',b').\,}
On énoncé également un résultat de comparaison en sens inverse, lorsque la courbure sectionnelle est majorée. Sa formulation est analogue, en renversant simplement les inégalités. Mais ce résultat ne vaut que pour des triangles qui restent dans le domaine de l'application exponentielle en c.